# Ubida holomochla
Ubida holomochla là một loài bướm đêm trong họ Crambidae.